# Hydrotaea lasiopa
Hydrotaea lasiopa är en tvåvingeart som beskrevs av Fritz Isidore van Emden 1965. Hydrotaea lasiopa ingår i släktet Hydrotaea och familjen husflugor.
Artens utbredningsområde är Myanmar. Inga underarter finns listade i Catalogue of Life.